# Rōshigumi
Rōshigumi (jap. 浪士組) lub Rōshi-tai, inaczej "Obrońcy Kioto" – grupa 13 samurajów bez pana (rōnin), utworzona przez Hachirō Kiyokawę w 1863. Działał on w imieniu daimyō Aizu, Matsudairy Katamori. Jako ludzie lojalni wobec bakufu mieli być obrońcami siogunatu Tokugawów.

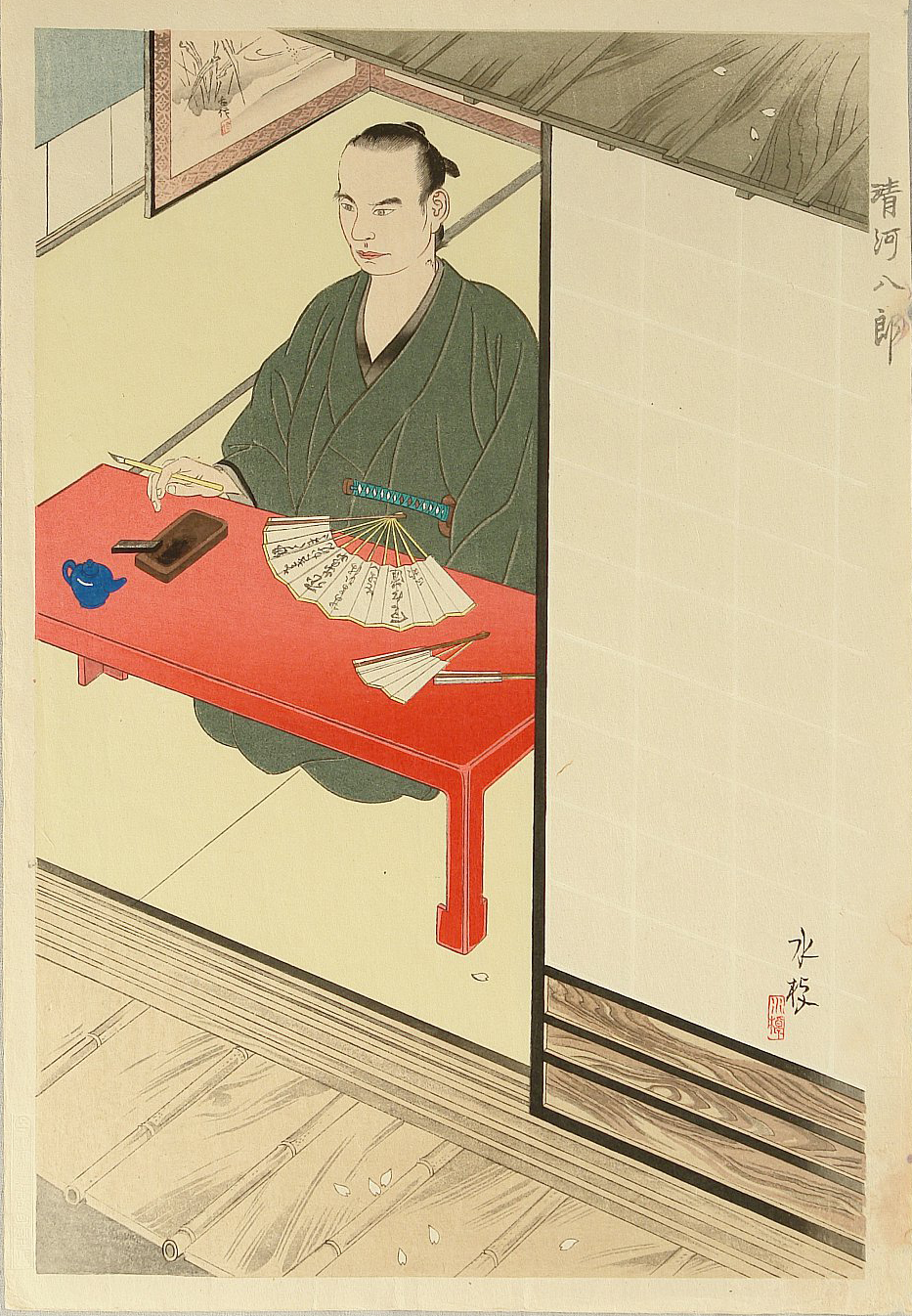
Portret Kiyokawy Hachiro, założyciela Roshigumi.

U schyłku okresu Edo wielu bezpańskich samurajów przybywało do Kioto (ówczesna stolica Japonii), pragnąć przyłączyć się do jednej z licznych grup ruchu sonnō-jōi ("Czcić cesarza, przepędzić barbarzyńców"). Powodowało to zamieszanie, problemy z bezpieczeństwem i okazjonalne walki między rywalizującymi grupami. Rząd postanowił stworzyć z nich oddziały lojalne wobec siogunatu, jednocześnie zapobiegając zamieszkom i wykorzystując ich potencjał. Warunkiem przyjęcia do Rōshigumi było przejście sprawdzianu umiejętności walki w formie serii pojedynków na bambusowe miecze (shinai).
Wśród podwładnych Hachirō Kiyokawy, wyznaczonego na dowódcę "Obrońców Kioto", znalazł się mistrz stylu tennen-rishin, Isami Kondō oraz jego uczniowie: Toshizō Hijikata, Sōji Okita, Inoue Genzaburō, Keisuke Yamanami, Sanosuke Harada oraz Shinpachi Nagakura.
Jednakże, mimo że Kiyokawa oficjalnie należał do zwolenników siogunatu, w rzeczywistości popierał ruch rewolucyjny, procesarski. Zamierzał wykorzystać Rōshigumi do zdyskredytowania rządu i jego polityki zagranicznej przez zaangażowanie ich w działania terrorystyczne. Planował zaatakować i spalić osiedle obcokrajowców w Jokohamie. Ujawnił swój plan 24 lutego, oświadczając członkom grupy, że od teraz będą służyć cesarzowi. Zanim plan mógł być zrealizowany, Kiyokawa został zamordowany na polecenie bakufu.
Członkowie Rōshigumi nie zgadzali się ze swoim dowódcą. Po jego śmierci utworzyli Shinsengumi, oddział w pełni lojalny siogunowi.